# Marisol Patricia Rivas Castillo
Marisol Patricia Rivas Castillo (Guachochi, Chihuahua de 1992) es una poeta mexicana de origen indígena. 

## Biografía
Nació en la comunidad de Guachochi, Chihuahua, en la serranía al norte del territorio mexicano, lugar que influyó poderosamente en la atmósfera y estilo de sus obras.

### Estudios
Realizó sus estudios en la comunidad de Baborigame, ubicada en el municipio de Guadalupe y Calvo. Habla la lengua tepehuana y español.
Estudió la Ingeniería Forestal en Biotecnología en la Universidad Autónoma Indígena de México. En 2012 inició estudios de especialización en la Universidad la Salle campus Chihuahua, con una beca otorgada a personas de origen mixe, ódami y rarámuri.
A través de su poesía, rescata la tradición oral de los pueblos originarios rarámuri y ódami del norte de México, de los cuales desciende por parte de su padre y su madre. 

## Obra

### Poesía
- Go tonorhigadï gï xiabugai nïnasotuldhiadami (El despertar del lucero).[2]

## Becas, premios y reconocimientos
- Ganadora del Premio Erasmo Palma al Mérito Literario Indígena 2018, concedido por la Secretaría de Cultura de Chihuahua.[3]
- Ganadora del Premio Estatal de la Juventud 2017, categoría Fortalecimiento a la Cultura Indígena, otorgado por el Gobierno del Estado de Chihuahua, a través del Instituto Chihuahuense de la Juventud.[4]
- Beneficiaria de la beca literaria del Festival Interfaz ISSSTE-Cultura en Chihuahua 2016.[5]